# Massimiliano Antonio di Thurn und Taxis
Massimiliano Antonio Lamorale di Thurn und Taxis (nome completo in tedesco: Maximilian Anton Lamoral Erbprinz von Thurn und Taxis; Ratisbona, 28 settembre 1831 – Ratisbona, 26 giugno 1867) fu un aristocratico tedesco, figlio del principe Massimiliano Carlo di Thurn und Taxis e di sua moglie Guglielmina di Dörnberg e principe ereditario dei Thurn und Taxis dalla nascita fino alla morte.

## Matrimonio e figli
Massimiliano sposò la Duchessa Elena in Baviera, figlia del Duca Massimiliano Giuseppe in Baviera e della Principessa Ludovica di Baviera, quindi sorella maggiore dell'Imperatrice d'Austria Elisabetta e cugina di Re Massimiliano II di Baviera. Massimiliano ed Elena ebbero quattro figli:
- Luisa (1859-1948) - sposò Federico di Hohenzollern-Sigmaringen
- Elisabetta (1860-1881) - sposò il duca Michele di Braganza
- Massimiliano Maria (1862-1885)
- Alberto (1867-1952)

Il matrimonio tra Massimiliano ed Elena non avvenne senza difficoltà, poiché il re Massimiliano II di Baviera si rifiutava di permettere alla cugina di primo grado di sposare un principe che non apparteneva ad una famiglia reale. L'imperatore d'Austria Francesco Giuseppe e la moglie Elisabetta intervennero così il matrimonio ebbe luogo come programmato. Francesco Giuseppe, originariamente, era destinato a sposare Elena ma, invece, si innamorò e sposò la sorella di questa Elisabetta.

## Morte
Massimiliano morì di una insufficienza renale o paralisi polmonare il 26 giugno 1867 all'età di 35 anni a Ratisbona. Fu sepolto nella cappella sepolcrale dell'Abbazia di Sant'Emmerano. A causa della sua prematura morte, suo figlio Massimiliano Maria diventò Principe Ereditario di Thurn und Taxis ed infine il settimo principe della casata principesca.
Ludwig II di Baviera scrisse in una lettera personale di condoglianze al padre di Massimiliano, Maximilian Karl.

## Titoli, trattamento, onorificenze e stemma

### Titoli e trattamento
- 28 settembre 1831 – 26 giugno 1867: Sua Altezza Serenissima Il Principe Ereditario di Thurn und Taxis

### Onorificenze
- Cavaliere dell'Ordine austriaco del Toson d'Oro (1862)

## Ascendenza
|                                                    |                                 |                                               | Genitori                                               |  |  | Nonni |  |  | Bisnonni                         |  |  | Trisnonni                                |  |
|                                                    |                                 |                                               |                                                        |  |  |       |  |  | Carlo Anselmo di Thurn und Taxis |  |  | Alessandro Ferdinando di Thurn und Taxis |  |
|                                                    |                                 |                                               |                                                        |  |  |       |  |  | Carlo Anselmo di Thurn und Taxis |  |  | Alessandro Ferdinando di Thurn und Taxis |  |
|                                                    |                                 | Sofia Cristiana Luisa di Brandeburgo-Bayreuth |                                                        |  |  |       |  |  | Carlo Anselmo di Thurn und Taxis |  |  |                                          |  |
| Carlo Alessandro di Thurn und Taxis                |                                 |                                               |                                                        |  |  |       |  |  | Carlo Anselmo di Thurn und Taxis |  |  |                                          |  |
|                                                    |                                 | Augusta Elisabetta di Württemberg             | Carlo I Alessandro di Württemberg                      |  |  |       |  |  |                                  |  |  |                                          |  |
|                                                    |                                 | Augusta Elisabetta di Württemberg             | Carlo I Alessandro di Württemberg                      |  |  |       |  |  |                                  |  |  |                                          |  |
|                                                    |                                 | Augusta Elisabetta di Württemberg             | Maria Augusta di Thurn und Taxis                       |  |  |       |  |  |                                  |  |  |                                          |  |
| Massimiliano Carlo di Thurn und Taxis              |                                 | Augusta Elisabetta di Württemberg             |                                                        |  |  |       |  |  |                                  |  |  |                                          |  |
|                                                    |                                 | Carlo II di Meclemburgo-Strelitz              | Carlo Ludovico Federico di Meclemburgo-Strelitz        |  |  |       |  |  |                                  |  |  |                                          |  |
|                                                    |                                 | Carlo II di Meclemburgo-Strelitz              | Carlo Ludovico Federico di Meclemburgo-Strelitz        |  |  |       |  |  |                                  |  |  |                                          |  |
|                                                    |                                 | Carlo II di Meclemburgo-Strelitz              | Elisabetta Albertina di Sassonia-Hildburghausen        |  |  |       |  |  |                                  |  |  |                                          |  |
| Teresa di Meclemburgo-Strelitz                     |                                 | Carlo II di Meclemburgo-Strelitz              |                                                        |  |  |       |  |  |                                  |  |  |                                          |  |
|                                                    |                                 | Federica d'Assia-Darmstadt                    | Giorgio Guglielmo d'Assia-Darmstadt                    |  |  |       |  |  |                                  |  |  |                                          |  |
|                                                    |                                 | Federica d'Assia-Darmstadt                    | Giorgio Guglielmo d'Assia-Darmstadt                    |  |  |       |  |  |                                  |  |  |                                          |  |
|                                                    |                                 | Federica d'Assia-Darmstadt                    | Maria Luisa Albertina di Leiningen-Dagsburg-Falkenburg |  |  |       |  |  |                                  |  |  |                                          |  |
| Massimiliano Carlo, VI Principe di Thurn und Taxis |                                 | Federica d'Assia-Darmstadt                    |                                                        |  |  |       |  |  |                                  |  |  |                                          |  |
|                                                    | Pandolfo Ferdinando di Dörnberg | Giovanni Gaspare di Dörnberg                  |                                                        |  |  |       |  |  |                                  |  |  |                                          |  |
|                                                    | Pandolfo Ferdinando di Dörnberg | Giovanni Gaspare di Dörnberg                  |                                                        |  |  |       |  |  |                                  |  |  |                                          |  |
|                                                    | Pandolfo Ferdinando di Dörnberg | Sofia Carlotta di Heyden                      |                                                        |  |  |       |  |  |                                  |  |  |                                          |  |
| Ernesto di Dörnberg                                | Pandolfo Ferdinando di Dörnberg |                                               |                                                        |  |  |       |  |  |                                  |  |  |                                          |  |
|                                                    |                                 | Carolina Dorotea di Löwenstein                | Carlo Ludovico di Löwenstein                           |  |  |       |  |  |                                  |  |  |                                          |  |
|                                                    |                                 | Carolina Dorotea di Löwenstein                | Carlo Ludovico di Löwenstein                           |  |  |       |  |  |                                  |  |  |                                          |  |
|                                                    |                                 | Carolina Dorotea di Löwenstein                | Dorotea Caterina di Baumbach                           |  |  |       |  |  |                                  |  |  |                                          |  |
| Guglielmina di Dörnberg                            |                                 | Carolina Dorotea di Löwenstein                |                                                        |  |  |       |  |  |                                  |  |  |                                          |  |
|                                                    |                                 | Federico Massimiliano di Glauburg             | Geronimo Massimiliano di Glauburg                      |  |  |       |  |  |                                  |  |  |                                          |  |
|                                                    |                                 | Federico Massimiliano di Glauburg             | Geronimo Massimiliano di Glauburg                      |  |  |       |  |  |                                  |  |  |                                          |  |
|                                                    |                                 | Federico Massimiliano di Glauburg             | Maria Carlotta di Lersner                              |  |  |       |  |  |                                  |  |  |                                          |  |
| Guglielmina Enrichetta Massimiliana di Glauburg    |                                 | Federico Massimiliano di Glauburg             |                                                        |  |  |       |  |  |                                  |  |  |                                          |  |
|                                                    |                                 | Guglielmina Augusta Carolina di Geismar       | Carlo Federico di Geismar                              |  |  |       |  |  |                                  |  |  |                                          |  |
|                                                    |                                 | Guglielmina Augusta Carolina di Geismar       | Carlo Federico di Geismar                              |  |  |       |  |  |                                  |  |  |                                          |  |
|                                                    |                                 | Guglielmina Augusta Carolina di Geismar       | Giovannina Enrichetta Gayling di Altheim               |  |  |       |  |  |                                  |  |  |                                          |  |
|                                                    |                                 | Guglielmina Augusta Carolina di Geismar       |                                                        |  |  |       |  |  |                                  |  |  |                                          |  |